# Ferdinand de Navenne
Ferdinand de Navenne (Paris, 25 décembre 1849 - 23 octobre 1934) est un diplomate et critique d'art français.

## Œuvres
- Rome et le palais Farnèse pendant les trois derniers siècles (1923)
- Roma amor, âmes romaines (1905)
- Entre le Tibre et l'Arno, aux sources du Tibre et de l'Arno, à travers l'Appenin Toscan, le Palio de Sienne, Viterbe (1903)

## Sources
- Qui êtes-vous ? : Annuaire des contemporains; notices biographiques